# بریل (باکینگهام‌شر)
latitudeبریل (باکینگهام‌شر)longitudeبریل (باکینگهام‌شر)
بریل (Brill) نام یک روستا و محله مدنی در باکینگهام‌شر در انگلستان است. این روستا نزدیک مرز آکسفوردشر، در ۶ کیلومتری شمال غرب لانگ کرندون و ۱۱ کیلومتری جنوب شرق بیسستر است.
ادوارد خستو یک کاخ در این روستا داشت. شواهد نشان می‌دهد که هنری دوم، جان انگلستان، هنری سوم و استیون همگی در این کاخ مسند داشته‌اند تا هنگامهٔ چارلز یکم که در جنگ‌های داخلی انگلستان کاربری کاخ را تغییر داد.